# Coelotrypes hammersteini
Coelotrypes hammersteini är en tvåvingeart som först beskrevs av Günther Enderlein 1911.  Coelotrypes hammersteini ingår i släktet Coelotrypes och familjen borrflugor.
Artens utbredningsområde är Madagaskar. Inga underarter finns listade i Catalogue of Life.